# Chang Hao
Chang Hao (常昊S, Cháng HàoP; Shanghai, 7 novembre 1976) è un goista cinese.

## Biografia
Bambino prodigio, è diventato professionista nel 1986, a 10 anni, ed è stato il miglior giocatore cinese degli anni '90 e uno dei più forti del mondo. Si è aggiudicato ventotto titoli totali, comportandosi bene anche nei principali tornei internazionali. Durante queste occasioni ha conosciuto il collega Lee Chang-ho, stringendo una duratura amicizia.
Nel tempo libero adora giocare a calcio, nuotare e viaggiare. È sposato con Zhang Xuan, anche lei goista professionista.

## Titoli
| Nazionali               | Nazionali            | Nazionali            |
| Tornei                  | Vittorie             | Finalista            |
| ----------------------- | -------------------- | -------------------- |
| Campionato cinese di Go | 1 (1995)             |                      |
| Xinren Wang             | 1 (1996)             |                      |
| Tianyuan                | 5 (1997–2001)        | 1 (2002)             |
| Lebaishi Cup            | 5 (1998–2002)        |                      |
| NEC Cup                 | 3 (1998, 2002, 2005) | 3 (1999, 2000, 2004) |
| CCTV Cup                | 1 (1999)             |                      |
| Qisheng                 | 1 (1999)             | 1 (2000)             |
| Mingren                 |                      | 2 (1999, 2001)       |
| Daguoshou               |                      | 1 (1994)             |
| Ricoh Cup               | 2 (2001, 2004)       | 2 (2006, 2007)       |
| Yongda Cup              | 1 (2002)             |                      |
| Quzhou-Lanke Cup        |                      | 1 (2008)             |
| Ahan Tongshan Cup       |                      | 2 (2008, 2010)       |
| Xinan Wang              |                      | 1 (2014)             |
| Totale                  | 20                   | 14                   |
| Continentali            |                      |                      |
| Tengen Cina-Giappone    | 4 (1997–1999, 2001)  | 1 (2000)             |
| Tengen Cina-Corea       | 1 (2001)             | 4 (1997–2000)        |
| Totale                  | 5                    | 5                    |
| Internazionali          |                      |                      |
| Fujitsu Cup             |                      | 2 (1998, 2000)       |
| World Oza               |                      | 2 (2002, 2004)       |
| Ing Cup                 | 1 (2004)             | 1 (2000)             |
| Samsung Cup             | 1 (2007)             | 1 (2001)             |
| Chunlan Cup             | 1 (2009)             | 1 (2007)             |
| BC Card Cup             |                      | 1 (2010)             |
| Totale                  | 3                    | 8                    |
| Totale in carriera      | 28                   | 27                   |